# آکتاش
آکتاش (به لاتین: Aktash) یک رود در روسیه است که در داغستان واقع شده‌است. این رود ۱۵۶ کیلومتر طول دارد.